# 尾藤克之
尾藤 克之（びとう かつゆき、1967年 - ）は日本のコラムニスト、作家、著述家、障害者支援団体運営者、明治大学サービス総新研究所客員研究員。
東京都出身。議員秘書、コンサルティングファーム、IT系上場企業などの役員を経て現職。現在は障害者支援団体のアスカ王国青少年自立支援機構を運営。埼玉大学大学院経済学研究科博士前期課程修了。経営学修士、経済学修士。

## 人物
東京都中野区出身。学生時代から議員秘書活動に従事。シンクタンク、コンサルティング会社、IT系上場企業など事業会社の役員を経て現職。現在はコラムニスト、作家、著述家、政治評論家としての情報発信、障害者支援団体のアスカ王国青少年自立支援機構の運営、明治大学客員研究員として活動している。複数のニュースサイトに、時事問題、経済、書評などのコラムを投稿している。監修実績としても「恋愛EQ診断アプリ監修」インデックス・ホールディングス、「結婚EQチェック監修」
ツヴァイ (企業)、「Human Capital RiskManagement監修」リスクマネジメント協会などがある。

## 主張

### 中野サンプラザ解体問題について
中野区長選（2018年6月10日執行）で当選した、酒井直人が当選後に中野サンプラザ解体中止の公約を撤回したことを問題視。さらに中野区議会全会派に対して公開質問状を通知しすべての会派から回答を得る。その結果、中野サンプラザ解体を含む中野駅南口再開発は選挙前の決定事項だったことを突きとめた。解体決定までのプロセスに疑問があるとし、土地売却や再開発を含めて区民に丁寧な説明が必要であると主張した。オピニオンサイトのJBpress（日本ビジネスプレス）に報告書を公開している。

改選（2022年5月22日執行）では、コロナ対応の評価、争点が曖昧との理由から酒井支持を表明していた。

### 眞子さま、小室圭さん結婚報道について
2021年10月2日、Yahoo!ニュースに「眞子さま、小室圭さん結婚へ　「妬み」を吐き出すあさましい人たち（オトナンサー）」（現在非公開）が掲載された。その後、記事が炎上しYahoo!ニュースが緊急声明を発表する。最終的に当該記事および、9月25日公開の「眞子さま、小室圭さんにヤフコメ炎上　根底に“妬み”が引き起こす情動のパニック（オトナンサー）」（現在非公開）の2本が非公開措置となる。ヤフコメに誹謗中傷が書きこまれたことから警察等関係機関に相談したが解決点を見いだせなかったことを公表した。

### 「24時間テレビ」について
24時間テレビ 「愛は地球を救う」は賛否を含めて話題になることから「啓蒙や教育的効果が期待できる」と肯定の立場にある。英国の国際救護団体Charities Aid Foundation（CAF）の「world giving index 2018」では、日本の寄付活動が先進国最低の128位にあることや、世界的ブームになったアイス・バケツ・チャレンジも一時的なものだと批判した。過去には多くの障害者が権利を侵害されてきた歴史があり平仮名にすることで解決するようなものではないと主張。そのため、表記は「障害者」を使用し「障がい者」を使用しない。

## 著書
- 『情報発信のプロがやっている 読書を自分の武器にする技術』WAVE出版 2024 ISBN 4866214767
- 『成長し続ける 脳の使い方 (THE 21 PREMIUM) 』（共著）PHP研究所 2022 ISBN 4569852947
- 『输入式阅读法：把学到的知识用起来』台海出版社 2022 ISBN 7516831964
- 『ちょっとしたことで差がつく 最後まで読みたくなる 最強の文章術』ソシム 2022 ISBN 480261358X
- 『伝わる! バズる! 稼ぐ! 文章術』秀和システム 2021 ISBN 4798064270
- 『100万PV連発のコラムニスト直伝 「バズる文章」のつくり方』WAVE出版 2021 ISBN 4866213418
- 『頭がいい人の読書術』すばる舎 2020 ISBN 4799108816
- 『「明日やろう」「後でやろう」がなくなる すぐやるスイッチ』総合法令出版 2019 ISBN 4862807194
- 『3行で人の心を動かす文章術』WAVE出版 2019 ISBN 4866212128
- 『波風を立てない仕事のルール ほどほどを望む人に捧ぐ「逆説」の働き方指南』きずな出版 2019 ISBN 4866630744
- 『即効! 成果が上がる 文章の技術』明日香出版社 2018 ISBN 4756919987
- 『あなたの文章が劇的に変わる5つの方法』三笠書房 2018 ISBN 4837927238
- 『007(ダブルオーセブン)に学ぶ仕事術』同友館 2017 ISBN 4496052997
- 『国会議員秘書の禁断の仕事術』こう書房 2016 ISBN 4814647514
- 『2016年版就職活動ダイアリー』トーダン 2015 ASIN B011NZ4QTG
- 『2015年版就職活動ダイアリー』トーダン 2014 ASIN B00LA2XSQ0
- 『議員秘書だけが知っている キーパーソンを味方につける技術』ダイヤモンド社 2014 ISBN 4478026653
- 『国会議員秘書の禁断の仕事術』こう書房 2014 ISBN 4769611153
- 『ドロのかぶり方』マイナビ 2013 ISBN 483994704X
- 『内定と実力のパラドックス』パブラボ 2012 ISBN 4434175130
- 『就活と採用のパラドックス』パブラボ 2012 ISBN 4434167634
- 『小さい夢から始めよう。』（共著）生産性出版 2010 ISBN 4820119370

## メディア出演・掲載
テレビ
- バラいろダンディ（2021年10月11日 TOKYO MX）[21][22]
- バラいろダンディ（2020年3月31日 TOKYO MX）[23][24]
- 噂の!東京マガジン（2019年1月27日 TBSテレビ）[25]
- ABEMA　Prime（2018年11月13日 AbemaTV）[26]
- じっくり聞いタロウ〜スター近況（秘）報告〜（2015年4月2日 テレビ東京）[27]
- 朝生ワイド す・またん!（2014年10月2日 読売テレビ）[28]
- じっくり聞いタロウ〜スター近況（秘）報告〜（2014年2月20日 テレビ東京）[29]
- TeNYニュース（2011年12月28日 テレビ新潟放送網）[30]
- 新潟ニュース610（2008年12月28日 NHK新潟放送局）[31]
- はまなかあいづToday（2008年8月4日 NHK福島放送局）[32]

ラジオ
- 編集長 稲垣吾郎（2022年8月10日 文化放送）[33][34]
- ミュージックバード（2020年5月23日、2020年6月27日 TOKYO FM）[35][36]
- 中西哲生のクロノス（2017年10月13日、2017年10月20日 TOKYO FM）[37][38]
- アポロン★ (ラジオ番組)（2014年4月28日 TOKYO FM）[39]
- 吉田照美 飛べ！サルバドール（2013年12月16日 文化放送）[40]
- 夕焼けSHUTTLE（2013年10月23日 FM NACK5）[41]

その他
- 週刊現代（2024年2月17日号 講談社）[42][43][44]
- 週刊朝日（2023年2月10日増大号 朝日新聞出版）[45][46]
- 朝日新聞ひもとく SNS時代の文章指南 斎藤美奈子(2021年10月23日）[47]
- 週刊東洋経済（2021年10月23日号・東洋経済オンライン注目記事）[48]
- PHP Online 衆知（THE21）（2021年10月20日 PHP研究所）[49]
- THE21 （2021年10月号・TOPICS PHP研究所）[50]
- AERA（アエラ）（2021年6月14日号、2021年6月8日 朝日新聞出版）[51][52]
- AERA（アエラ）（2021年2月22日増大号、2021年2月15日  朝日新聞出版）[53][54]
- PHP Online 衆知（THE21）（2021年1月8日 PHP研究所）[55]
- THE21 （2021年2月号･総力特集＜第1部＞ PHP研究所）[56]
- AERA（アエラ）（2021年1月11日増大号、2021年1月8日 朝日新聞出版）[57][58]
- PHP Online 衆知（THE21）（2020年7月25日 PHP研究所）[59]
- THE21 （2020年7月号･特別企画 PHP研究所）[60]
- 週刊女性（2018年2月27日号 主婦と生活社）[61]
- BIGTomorrow（2017年7月18日増刊･別冊号 青春出版社）[62]
- BIGTomorrow（2017年3月号～5月号連載 青春出版社）[63][64][65]
- 近代中小企業（2010年 通号602～通号604連載 中小企業経営研究会）[66][67][68]
- 近代中小企業（2010年 通号593～通号596連載 中小企業経営研究会）[69][70][71][72]
- 労政時報（2010年7月23日号 労務行政研究所）[73]
- 企業と人材（2010年6月号 産労総合研究所）[74]